# Mehlville
Mehlville est une census-designated place du Missouri, dans le comté de Saint Louis, aux États-Unis. En 2020, la population est de 28 955 habitants.

## Géographie
Mehlville se trouve dans la banlieue sud-ouest de Saint-Louis , sur la rive ouest du fleuve Mississippi , qui forme la frontière avec l' Illinois. Mehlville couvre 19,6 km2 et est situé dans le canton de Lemay.
Les localités voisines de Mehlville sont Oakville (5,6 km au sud), Green Park (4,2 km au nord-ouest), Lemay (4,2 km au nord-est) ainsi que situé sur le fleuve Mississippi opposé dans l'Illinois Columbia (14,1 km au sud-est).

## Démographie
Au recensement de 2010 , 28 380 personnes 12 858 ménages vivaient à Mehlville. La densité de population était de 1 448 habitants au km2. Statistiquement, 2,19 personnes vivaient dans chacun des 12 858 ménages.
La composition raciale de la population est de 92,4 % de blancs, 3,0 % d'afro-américains, 0,2 % d'amérindiens, 2,1 % d'asiatiques et 0,7 % d'autres races ; 1,6 % descendent de deux groupes ethniques ou plus. Indépendamment de l'appartenance ethnique, 2,9% de la population était d'origine hispanique ou latino.
19,0% de la population avait moins de 18 ans, 62,3% avaient entre 18 et 64 ans et 18,7% avaient 65 ans ou plus. 52,5 % de la population étaient des femmes.
Le revenu annuel médian des ménages était de 46 634 $ et  le revenu par habitant de 27 464 $ . 8,6% des habitants vivaient en dessous du seuil de pauvreté.